# غابي لوبيز
غابي لوبيز (بالإنجليزية: Gabe Lopez)‏ هو مغن مؤلف أمريكي، ولد في 1994.

## وصلات خارجية
- غابي لوبيز على موقع IMDb (الإنجليزية)
- غابي لوبيز على موقع قاعدة بيانات الفيلم (الإنجليزية)

- الموقع الرسمي